# Касаткина, Ольга Юрьевна
Ольга Юрьевна Каса́ткина (14 августа 1987, Ижевск) — российская футболистка, полузащитница.

## Биография
Воспитанница ижевской команды «Жемчужина», тренер — Галеев Фарит Рафитович.
В начале взрослой карьеры выступала в высшей лиге России за клубы «Энергия» (Воронеж) и «Лада» (Тольятти). В 2011—2013 годах играла за московское «Измайлово», в его составе — финалистка Кубка России 2013 года.
Пропустив два сезона, в 2016 году перешла в клуб «Звезда-2005» (Пермь). Становилась чемпионкой (2017), серебряным (2016) и бронзовым (2018) призёром чемпионата России, обладательницей Кубка страны (2016, 2018). В финале Кубка России 2016 года против «Кубаночки» (5:2) стала автором одного из голов.
В составе студенческой сборной России принимала участие в Универсиаде 2013 года в Казани, где россияне заняли девятое место. На турнире вышла на поле в трёх матчах. Вызывалась в расширенный состав национальной сборной, но в официальных матчах не играла.